# 옥사나 카자코바
옥사나 보리소브나 카자코바(러시아어: Оксана Борисовна Казакова, 1975년 4월 8일 ~ )는 러시아의 전직 피겨 스케이팅 선수이다. 파트너인 아르투르 드미트리예프와 함께, 그녀는 1998년 올림픽과 1996년 유럽 선수권 대회에서 우승했다.

## 개인 생활
옥사나 보리소브나 카자코바는 1975년 4월 8일에 레닌그라드에서 태어났다.

## 선수 경력
카자코바는 1979년에 스케이트를 배우기 시작했다. 1982년에, 그녀는 상트페테르부르크의 유빌레이니로 인정했다. 그녀는 1988년에 페어 스케이팅을 했고 몇년 동안 안드레이 모크호프와 함께 스케이트를 탔다. 카자코바는 1995년 2월에 아르투르 드미트리예프와 협력했다. 그들은 1996년 유럽 선수권 대회에서 우승했고 1997년 세계 선수권 대회에서 동메달을 획득했다.